# THIS IS MY HOMETOWN
『THIS IS MY HOMETOWN』（ディス イズ マイ ホームタウン）は、フォークデュオ・コブクロのメジャー通算1枚目のミニ・アルバム。2025年7月16日リリース。

## 概要
コブクロとして、メジャーでは初となるミニアルバム。インディーズ時代含めると、2000年にリリースの『ANSWER』以来、25年振りのミニアルバムとなる。
2025年に大阪・関西万博が開催されることに合わせ、大阪をテーマにした楽曲が収録されている。
リード曲の「THIS IS MY HOMETOWN」は7月2日に、先行配信及びMVの公開がされている。
ファンサイト会員限定盤では、1999年にコブクロの当時の"HOME"である天王寺MIOで行われたストリートライブを撮影したDVDが収録されている。

## 収録曲
| #         | タイトル                                                                           | 作詞・作曲           | 時間  |
| --------- | ---------------------------------------------------------------------------------- | -------------------- | ----- |
| 1.        | 「THIS IS MY HOMETOWN」                                                            | 小渕健太郎           | 5:44  |
| 2.        | 「この地球の続きを」                                                               | 小渕健太郎・黒田俊介 | 3:55  |
| 3.        | 「大阪恋物語-Refined the live take-」                                              | 鹿紋太郎             | 5:49  |
| 4.        | 「42.195km」                                                                       | 小渕健太郎           | 3:41  |
| 5.        | 「おさかなにわ」                                                                   | 小渕健太郎           | 3:50  |
| 6.        | 「大阪SOUL」                                                                       | 小渕健太郎           | 4:41  |
| 7.        | 「この地球の続きを-Opening Ceremony, Expo2025 osaka, kansai, Japan-」(bonus track) | 小渕健太郎・黒田俊介 | 7:39  |
| 合計時間: | 合計時間:                                                                          | 合計時間:            | 35:19 |

| #   | タイトル                      | 作詞・作曲            |
| --- | ----------------------------- | --------------------- |
| 1.  | 「轍」                        | 小渕健太郎            |
| 2.  | 「雨あがりの夜空に」          | 忌野清志郎•仲井戸麗市 |
| 3.  | 「MC」                        |                       |
| 4.  | 「Bye Bye Oh! Dear My Lover」 | 小渕健太郎            |
| 5.  | 「君といたいのに」            | 小渕健太郎            |
| 6.  | 「MC」                        |                       |
| 7.  | 「Bell」                      | 小渕健太郎            |
| 8.  | 「ボクノイバショ」            | 小渕健太郎            |
| 9.  | 「MC」                        |                       |
| 10. | 「太陽」                      | 小渕健太郎            |
| 11. | 「MC」                        |                       |
| 12. | 「2人」                       | 小渕健太郎            |
| 13. | 「坂道」                      | 小渕健太郎            |
| 14. | 「桜」                        | 小渕健太郎•黒田俊介   |
| 15. | 「コンパス」                  | 小渕健太郎            |
| 16. | 「夢唄」                      | 小渕健太郎            |
| 17. | 「MC」                        |                       |
| 18. | 「ストリートのテーマ」        | 小渕健太郎            |
| 19. | 「MC」                        |                       |
| 20. | 「轍」                        | 小渕健太郎            |
| 21. | 「MC」                        |                       |
| 22. | 「ココロの羽」                | 小渕健太郎            |

## 楽曲解説
1. THIS IS MY HOMETOWN
本アルバムのリード曲。
2025年7月2日より先行配信が開始された。
2. この地球の続きを
9作目の配信限定シングル・34thシングル
 2025年大阪・関西万博オフィシャルテーマソング。
3. 大阪恋物語-Refined the live take-
やしきたかじんの楽曲のカバー。
2014年9月27日に大阪城西の丸庭園の特設会場にて行われた「大坂の陣 400年音楽祭」にて収録されたライブ音源に、笹路正徳がアレンジを加えている。
4. 42.195km
2作目の配信限定シングル
大阪マラソン公式テーマソング (2014-2018年)
5. おさかなにわ
2002年に制作されて以来、滅多に演奏される機会が無かった楽曲。23年越しにCD初収録。
6. 大阪SOUL
7作目の配信限定シングル・31stシングルのカップリング
大阪マラソン公式テーマソング (2019年-)
7. この地球の続きを-Opening Ceremony, Expo2025 osaka, kansai, Japan- (bonus track)
大阪・関西万博開会式で披露されたver.
間奏が追加されており、演奏時間は7分を超えている。

## 演奏
- 小渕健太郎
  - Vocal
  - Acoustic Guitar (#1.2.6.7)
  - Electric Guitar (#1.4)
  - Blues Harp (#4)
  - Strings Arrangement, Brass Arrangement (#6)
  - Arrangement (#7)
- 黒田俊介：Vocal
- 福原将宜
  - Electric Guitar (#1.2.4.5.6.7)
  - Additional Background Vocals (#5)
- 山口寛雄
  - Bass (#1-7)
  - Additional Background Vocals (#5)
- 笹路正徳
  - Piano (#1.6)
  - Organ (#1)
  - Strings Arrangement (#1.3.6)
  - Horn Arrangement (#1.5)
  - Brass Arrangement (#6)
- 河村智康：Drums (#1.2.6.7)
- 坂井秀彰
  - Percussion (#1-7)
  - Additional Background Vocals (#5)
- 岸利至
  - Programming & Synthesizer (#1.2.5.6.7)
  - Additional Background Vocals (#5)
- 室屋光一郎、大槻桃斗、柳原有弥、浮村恵梨子、氏川恵美子、中島優紀：1st Violin (#1)
- 小寺里奈、戸原直、山本理紗、武田桃子：2nd Violin (#1)
- 馬渕昌子、島岡智子、鈴村大樹：Viola (#1)
- 堀沢真己：Cello (#1.6)
- 西方正輝：Cello (#1)
- 結城貴弘：Cello (#1.3)
- ルイス・バジェ：Trumpet (#1.5.6)
- 笹栗良太：Trombone (#1)
- 本間将人：Alto Sax (#1)
- 黒川和希：Tenor Sax (#1.5)
- 松浦基悦
  - Piano (#2.3.5)
  - Organ (#4)
  - Additional Background Vocals (#5)
- 有坂美香、塚本直、田畑未来：Female Chorus (#2.7)
- ドーラン大賀、三谷虎之介、リーダー蓮、出羽晟、伊賀誠太郎、齋藤駿太郎、森脇亮太、橋本凛子 (有坂美香＆The Sunflower Kids)：Kids Chorus (#2.7)
- 設楽博臣：Electric Guitar (#3)
- 小田原豊：Drums (#3.5)
- 金原千恵子、矢野晴子、桑田穣、伊能修、岩戸有紀子：1st Violin (#3.6)
- 沖祥子
  - 1st Violin (#3)
  - 2nd Violin (#6)
- 桐山なぎさ、黒木薫：2nd Violin (#3.6)
- 栄田嘉彦、丸山明子：2nd Violin (#3)
- 古川原広斉、渡部安見子、高嶋麻由：Viola (#3)
- 笠原あやの：Cello (#3.6)
- 森田香織：Cello (#3)
- 小笠原拓海：Drums (#4)
- 竹内悠馬：Trumpet (#5)
- 鹿討奏、半田信英：Trombone (#5)
- 庵原良司：Alto Sax (#5)
- 鈴木圭：Baritone Sax (#5)
- 大嶋吾郎、今井マサキ、オオノリュータロー、木戸やすひろ、Raykay、鈴木佐江子、Eliana、SAK、藤田真由美、森加奈子：Choir (#6)
- 目黒グリークラブ、ミュージッククリエイション：Kids Choir (#6)
- 大林典代：1st Violin (#6)
- 押鐘貴之：2nd Violin (#6)
- 古川原裕仁、榎戸崇浩、大沼幸江：Viola (#6)
- 中野勇介、小澤篤士：Trumpet (#6)
- 中川英二郎：Trombone (#6)
- 山城純子：Bass Trombone (#6)
- 吉田治：Tenor Saxophone (#6)
- 今井仁志、野見山和子、谷あかね：Horn (#6)